# Нек (Нідерланди)
Нек (нід. Neck) — село в нідерландській провінції Північна Голландія. Входить до муніципалітету Вормерланд.
Його площа становить 0,54 км², а населення станом на 2021 рік складало 1 150 осіб.
Перша згадка про населений пункт датується 1328 роком.